# Jeffrey Julmis
Jeffrey Michael Julmis (né le 6 janvier 1987 à Fort Lauderdale aux États-Unis) est un athlète haïtien, spécialiste des haies.
En 2011, il court en 13 s 38 à Des Moines mais son temps n'est pas homologué en raison d'un vent trop favorable (+3.6).
Il participe aux Jeux olympiques de 2012 où il termine sa série à l'avant-dernière place en 13 s 87. Il se qualifie également pour ceux de 2016, en courant en 13 s 47 à Clermont, avec un vent favorable à la limite de 2,0 m/s. Classé 3e de sa série en 13 s 66, il chute lourdement en demi-finale dès la première haie mais parvient à finir la course sous les applaudissements du public.
Il a terminé 4e lors du 110 m haies des Championnats d'Amérique centrale et des Caraïbes d'athlétisme 2013. Lors des Championnats d'Amérique du Nord, d'Amérique centrale et des Caraïbes d'athlétisme 2018, il prend également la 4e place.